# کلیسای یوحنا
کلیسای یوحنا (به ارمنی: Սուրբ Հովհաննես Մկրտիչ եկեղեցի) یک کلیسا مربوط به دوره صفوی است و در اصفهان، جلفا، خیابان خاقانی، کوچه چهارسو واقع شده و این اثر در تاریخ ۱۰ خرداد ۱۳۸۲ با شمارهٔ ثبت ۹۰۷۷ به‌عنوان یکی از آثار ملی ایران به ثبت رسیده‌است.